# George Bridge
George Crispin Bridge (Gisborne, 1 de abril de 1995) es un jugador neozelandés de rugby que se desempeña como wing y juega en los Crusaders del Super Rugby. Es internacional con los All Blacks desde 2018.

## Selección nacional
Steve Hansen lo convocó a los All Blacks para disputar los test matches de fin de año 2018, debutó contra Japón y marcó dos tries. En total lleva cinco partidos jugados y 35 puntos marcados, productos de siete tries.

### Participaciones en Copas del Mundo
Hansen lo seleccionó para participar de Japón 2019.
| Mundial                       | Sede  | Resultado    | PJ | Tries |
| ----------------------------- | ----- | ------------ | -- | ----- |
| Copa Mundial de Rugby de 2019 | Japón | Por disputar | ?  | ?     |

## Palmarés
- Campeón del Super Rugby de 2017, 2018 y 2019.